# Оперение
Оперение се нарича съвкупност от перата на птиците. Предпазва тялото от охлаждане, придава му обтекаема форма, защитава кожата от увреждане. Оперението се сменя периодично (линеене). Цветът му е обусловен от пигментите и структурата на перата.